# واریاسیون‌های دیابلی

تِم واریاسیون‌ها – والسِ دیابلی

واریاسیون‌های دیابلی (به آلمانی: Diabelli-Variationen؛ به انگلیسی: Diabelli Variations) (نام اصلی: ۳۳ واریاسیون براساس یک والس از آنتون دیابلی) مجموعهٔ ۳۳ واریاسیون برای پیانو اثر لودویگ فان بتهوون، در دو ماژور، اپوس ۱۲۰، که آهنگساز آن را بین سال‌های ۱۸۱۹ و ۱۸۲۳ تصنیف کرد. بتهوون این واریاسیون‌ها را براساس یک والس اثرِ آنتون دیابلی ساخت.
موسیقی‌شناسان معتقدند که این اثر، در کنار واریاسیون‌های گلدبرگ اثر یوهان سباستیان باخ، از درخشان‌ترین واریاسیون‌های پیانو است. آلفرد برندل معتقد است که این اثر بتهوون عظیم‌ترین اثر تاریخ موسیقی است که تاکنون برای پیانو نوشته شده‌است.